# ميهاي غيمبو
ميهاي غيمبو (بالمولدوفية: Mihai Ghimpu)‏ (ولد في 19 نوفمبر 1951) سياسي مولدوفي شغل منصب رئيس البرلمان ورئيس مولدوفا بالإنابة من 2009 إلى 2010. وكان عضوًا في برلمان مولدوفا من 1990 إلى 1998 ومن 2009 إلى 2019 شغل غيمبو منصب زعيم الحزب الليبرالي من 1998 إلى 2018.